# Rezerwat przyrody Diabli Skok
Rezerwat przyrody Diabli Skok – leśny rezerwat przyrody położony w gminie Jastrowie, powiecie złotowskim (województwo wielkopolskie).
Powierzchnia: 20,97 ha (akt powołujący podawał 11,62 ha, w 2003 roku rezerwat został powiększony). Wokół rezerwatu utworzono otulinę o powierzchni 37,27 ha.
Rezerwat został utworzony w 1961 roku w celu ochrony starodrzewu bukowego i mieszanego na stromych zboczach wąwozu oraz licznych źródeł z charakterystyczną florą mchów i wątrobowców. Jako cel ochrony podaje się obecnie „zachowanie ze względów naukowych i dydaktycznych kompleksu ekosystemów leśnych, szuwarowych i źródliskowych, wykształconych na stokach wzniesień morenowych oraz na przyległym do nich brzegu jeziora Krąpsko Małe”.
Rezerwat obejmuje głęboki jar, w którym panuje mikroklimat pozwalający na rozwój roślinności charakterystycznej dla obszarów górskich, niespotykanej w północnej Polsce. Na stromych zboczach znajdują się liczne źródła, które dają początek rzece Rurzycy i jeziorom, przez które przepływa.
Florę rezerwatu reprezentuje 285 gatunków, w tym wiele gatunków chronionych. Występuje tu m.in. wawrzynek wilczełyko, wiciokrzew pomorski, porzeczka czarna, przylaszczka pospolita, konwalia majowa, grzybienie białe, grążel żółty, a także przetacznik górski i niezapominajka leśna. Licznie występują tu grzyby, m.in. soplówka bukowa, szmaciak gałęzisty, monetka bukowa.
Przez teren rezerwatu i wokół niego przebiega szlak pieszy.
Rezerwat „Diabli Skok” leży w granicach Obszaru Chronionego Krajobrazu Pojezierze Wałeckie i Dolina Gwdy. Od południowego wschodu graniczy z rezerwatem „Wielkopolska Dolina Rurzycy”.

## Podstawa prawna
- Zarządzenie Ministra Leśnictwa i Przemysłu Drzewnego z dnia 21 października 1961 r. w sprawie uznania za rezerwat przyrody (M. P. z 1961 r. Nr 84, Poz. 353
- Obwieszczenie Wojewody Wielkopolskiego z dnia 4 października 2001 r. w sprawie ogłoszenia wykazu rezerwatów przyrody utworzonych do dnia 31 grudnia 1998 r.
- Rozporządzenie Nr 36/2003 Wojewody Wielkopolskiego z dnia 28 lipca 2003 r. w sprawie rezerwatu przyrody

zmienione przez: Rozporządzenie Nr 51/2003 Wojewody Wielkopolskiego z dnia 25 września 2003 r. zmieniające rozporządzenie w sprawie uznania za rezerwat przyrody
- Zarządzenie Regionalnego Dyrektora Ochrony Środowiska w Poznaniu z dnia 5 lutego 2016 r. w sprawie rezerwatu przyrody „Diabli Skok”